# 加茂商事
加茂商事株式会社（かもしょうじ）は、大阪市北区に本社を置くサッカー用品販売店「サッカーショップ加茂」を展開する企業。

## 概要
日本で初めて本格的なサッカー用品を専門に取り扱うスポーツ用品店として創業。創業者の加茂建は、実兄に日本のサッカークラブチームの選手・監督、サッカー日本代表監督も務めた加茂周を持つ。
グループ会社にジャパン・スポーツ・プロモーション（旅行業）、マラカナ（各種マーキングの製造・加工）、エスタディオ（飲食業）があり、全ての企業がサッカーをテーマに展開している。
サッカー用品を扱うスポーツ用品メーカーと多数取引があり、外商部門も備えていることから、Jリーグを中心にユニフォームサプライヤー選定などでこの会社を窓口にするケースが少なくない。

## 沿革
- 1968年 - 創業
- 1971年 - 大阪・梅田に一号店開業
- 2001年 - ウェブサイト開設
- 2005年 - モバイルサイト開設
- 2022年 - 公式アプリ リリース